# Синск (Гомельская область)
Синск (бел. Сінск) — деревня в Бывальковском сельсовете Лоевского района Гомельской области Беларуси.
На юге и севере граничит с лесом.

## География

### Расположение
В 12 км на юго-запад от Лоева, 72 км от железнодорожной станции Речица (на линии Гомель — Калинковичи), 98 км от Гомеля.

## Транспортная сеть
На автодороге Брагин — Лоев. Планировка состоит из прямолинейной улицы. Застройка двусторонняя, деревянная, усадебного типа.

## История
Обнаруженный археологами курганный могильник эпохи Киевской Руси (25 насыпей, в 1 км от деревни, в урочище Козлово Курганье) свидетельствует о заселении этих мест с давних времён. По письменным источникам известна с XVIII века как селение в Речицком повете Минского воеводства Великого княжества Литовского.
После 2-го раздела Речи Посполитой (1793 год) в составе Российской империи. В 1811 году владение графа Юдицкого. В 1879 году селение Лоевского церковного прихода. Согласно переписи 1897 года действовали школа грамоты, хлебозапасный магазин. В 1908 году в Лоевской волости Речицкого уезда Минской губернии.
С 8 декабря 1926 года до 30 декабря 1927 года центр Синского сельсовета Лоевского района Речицкого с 9 июня 1927 года Гомельского округов. В 1930 году организован колхоз «Новый быт», работали кузница и ветряная мельница. Во время Великой Отечественной войны оккупанты в 1943 году сожгли деревню и убили 4 жителей. На фронтах и в партизанской борьбе погибли 63 жителя, память о них увековечивает обелиск, установленный в 1966 году на кладбище. Согласно переписи 1959 года в составе колхоза «Ленинский флаг» (центр — деревня Бывальки). Действовал клуб.

## Население

### Численность
- 1999 год — 60 хозяйств, 102 жителя.

### Динамика
- 1850 год — 30 дворов, 190 жителей.
- 1897 год — 90 дворов, 444 жителя (согласно переписи).
- 1908 год — 104 двора, 728 жителей.
- 1940 год — 147 дворов, 700 жителей.
- 1959 год — 308 жителей (согласно переписи).
- 1999 год — 60 хозяйств, 102 жителя.

## Достопримечательность
- Воинский мемориал: обелиск (1966), плиты с именами погибших (2011)[1]. Захоронен 151 воин, погибший при освобождении района в октябре 1943 года. Рядом с мемориалом могила семьи К. П. Гриба.

## Известные уроженцы
- К. П. Гриб — Герой Советского Союза, его именем названа улица в деревне Бывальки.